# Onchnesoma
Onchnesoma is een geslacht in de taxonomische indeling van de Sipuncula (Pindawormen).
Het geslacht behoort tot de familie Phascolionidae. Onchnesoma werd in 1876 beschreven door Koren & Danielssen.

## Soorten
Onchnesoma omvat de volgende soorten:
- Onchnesoma intermedium
- Onchnesoma magnibathum
- Onchnesoma squamatum